# Pekingský národní stadion

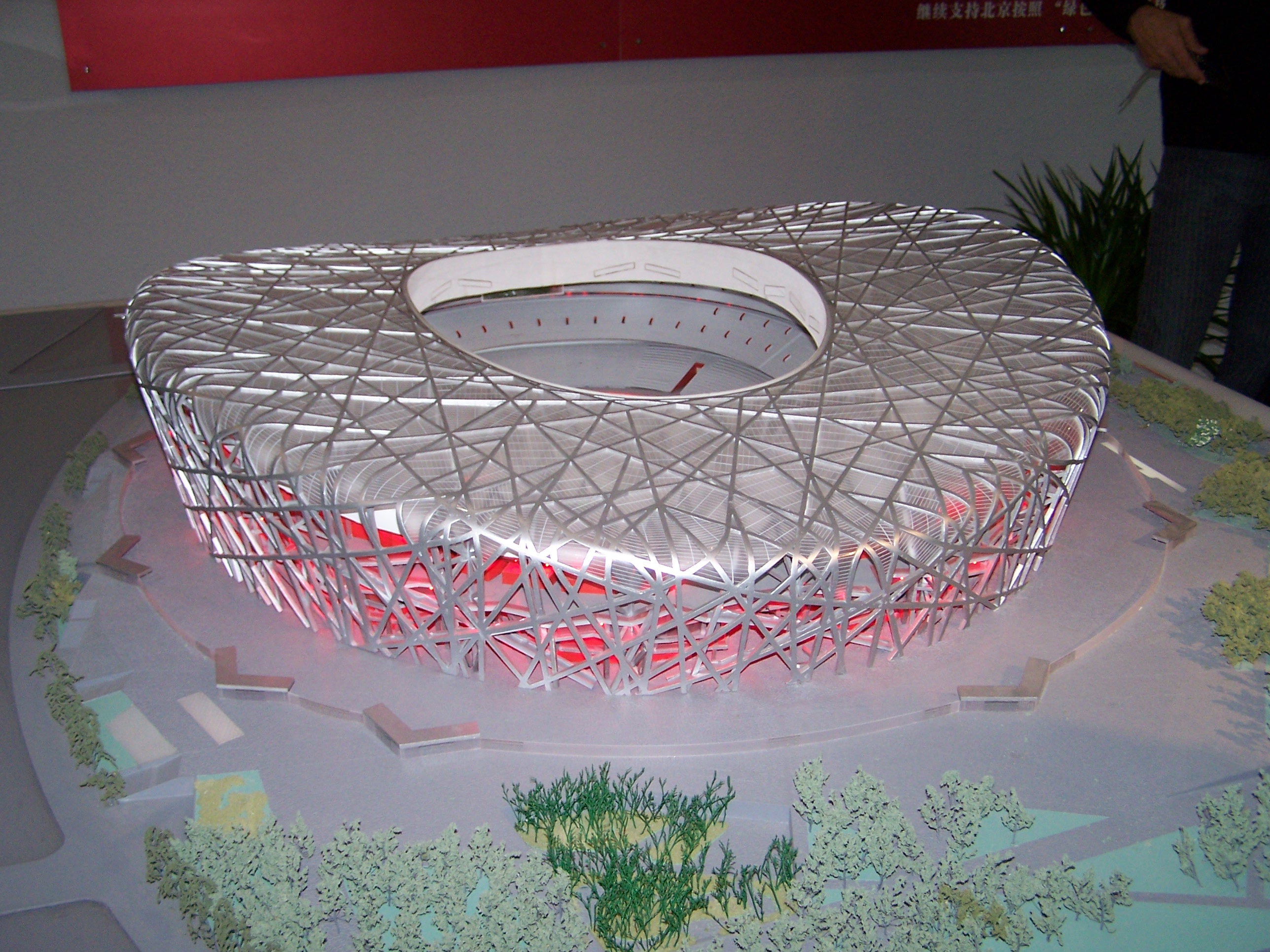
Model stadionu

Pekingský národní stadion (北京国家体育场), známý také jako Ptačí hnízdo (鸟巢), je stadión, na kterém se odehrávaly Letní olympijské hry 2008.
Návrh stadionu byl vybrán v roce 2002, jeho autorem byla švýcarská architektonická firma Herzog & de Meuron. Výstavba stadionu byla ukončena v březnu 2008 (po 52 měsících) a stála přibližně 3,5 miliardy jüanů (500 milionů dolarů).
Na Národním stadionu se odehrál zahajovací ceremoniál Letních olympijských her 2008, který režíroval Čang I-mou (张艺谋). Stadion bude také místem, kde se budou konat atletické a fotbalové soutěže. Kapacita stadiónu činila 91 tisíc diváků, po skončení olympijských her však byla zredukována na 80 tisíc diváků.
Také se zde konalo Mistrovství světa v atletice 2015. Během zimní olympiády v roce 2022 zde proběhly slavnostní zahájení a ukončení.